# Seznam osebnosti iz Občine Bloke
Seznam osebnosti iz Občine Bloke vsebuje osebnosti, ki so se tu rodile, delovale ali umrle.

## Književnost in jezik
- Janez Urbas, mladinski pisatelj (1882, Volčje, Bloke – 1903, Vavta vas)
- Izidor Modic, jezikoslovec (1884, Lahovo, Bloke – 1915, Renče)
- Jože Čampa, pisatelj, poštni uradnik, raziskovalec in opisovalec preprostih kmečkih ljudi (1893, Benete, Bloke – 1989, Ljubljana)
- Josip Prezelj, jezikoslovec, prevajalec (1894, Nova vas, Bloke – 1969, Ljubljana)
- Ivan Čampa, pesnik in pisatelj (1914, Nemška vas na Blokah – 1942, Sveti Vid nad Cerknico)
- Miro Zakrajšek, novinar in urednik (1921, Studenec na Blokah – 1981, Ljubljana)

## Religija
- Jernej Ponikvar, duhovnik (1877, Velike Bloke – 1952, Cleveland)
- Anton Hren, duhovnik (1901, Verd pri Vrhniki – 1952, Nova vas, Bloke)

## Politika
- Ernest Tomec, politik in organizator (1885, Fara, Bloke – 1942, Ljubljana)
- Iztok Winkler, gozdarski strokovnjak in politik (1939, Nova vas, Bloke – 2013, ?)

## Gradbeništvo
- Josip Podbregar, železniški uradnik in glasbenik (1880, Velike Bloke – 1848, ?)
- Ivan Zidar, strojni inženir in gradbeni podjetnik (1938, Škrabče – 2021, Ljubljana)

## Vojska in pravo
- Ivan Prezelj, general JVvD in Slovenske narodne vojske (1895, Nova vas, Bloke – 1973, Cleveland)
- Miloš Zidanšek, politični delavec, komunist, partizan, prvoborec in narodni heroj (1909, Straža na Gori pri Dramljah – 1942, Hribarjevo, Velike Bloke)
- Anton Drobnič, pravnik, generalni državni tožilec, predsednik Nove slovenske zaveze (1928, Bloke – 2018, Ljubljana
- Tone Šraj - Aljoša, partizan, v Novi vasi je njegov kip, po njem se imenuje šola

## Drugo
- Božidar Lavrič, Titov zdravnik in prvoborec (1899, Nova vas – 1961, Ljubljana)
- Ivan Tomec, astronom (1880, Fara, Bloke – 1950, Ljubljana)
- Milena Usenik, športnica, atletinja in slikarka (1934, Veliki Vrh, Bloke)
- Martin Krpan, slovenski literarni junak